# Марсаља (Пјаченца)
Марсаља је насеље у Италији у округу Пјаченца, региону Емилија-Ромања.
Према процени из 2011. у насељу је живело 355 становника. Насеље се налази на надморској висини од 344 м.